# Final da Taça dos Clubes Campeões Europeus de 1980–81
A Final da Final da Taça dos Clubes Campeões Europeus de 1980-81 foi um jogo de futebol entre o Liverpool da Inglaterra e o Real Madrid da Espanha em 27 de Maio de 1981 no Parc des Princes, em Paris na França. O Liverpool apareceu em sua terceira final, depois de duas aparições em 1977 e 1978. O Real Madrid estava aparecendo em sua nona final, vencendo seis vezes a competição e perdendo duas vezes.[carece de fontes?]
Cada clube precisou progredir em quatro elimanatórias para chegar à final. Os jogos do Liverpool foram vitórias confortáveis, os reds só tiveram problemas com o Bayern de Munique e ganharam pelo gols marcados fora de casa. Os jogos do Real Madrid variaram de vitórias apertadas a vitórias confortáveis.
Assistido por uma multidão de 48.360, o primeiro tempo foi sem gols. O Liverpool assumiu a liderança no segundo tempo, quando Alan Kennedy marcou. Eles mantiveram essa liderança e venceram a partida por 1 a 0, garantindo a terceira Ligas dos Campeões do Liverpool e a quinta vitória consecutiva de um time inglês. O treinador do Liverpool, Bob Paisley, tornou-se o primeiro treinador a vencer a competição três vezes. 
As duas equipes iriam se reunir novamente em 2018 e 2022 na Final da Liga dos Campeões.

## Caminho para a final

### Liverpool
| Fase             | Oponente          | 1º jogo | 2º jogo  | Total |
| ---------------- | ----------------- | ------- | -------- | ----- |
| Primeira fase    | OPS               | 1-1 (F) | 10-1 (C) | 11-2  |
| Oitavas-de-Final | Aberdeen          | 1-0 (F) | 4-0 (C)  | 5-0.  |
| Quartas de final | CSKA Sófia        | 5-1 (C) | 1-0 (F)  | 6-1   |
| Semifinal        | Bayern de Munique | 0-0 (C) | 1-1 (F)  | 1-1   |

Liverpool ganhou a entrada para a competição vencendo a Primeira Divisão Inglesa de 1979-1980. Seus primeiros oponentes foram os campeões finlandeses, Oulun Palloseura. A primeira partida na Finlândia no Raatti Stadion foi empatada em 1-1. A segunda partida em Anfield, resultou numa abrangente vitória por 10-1 para o Liverpool. Dois jogadores, Graeme Souness e Terry McDermott, marcaram um hat-trick.
Na segunda eliminatória, o Liverpool enfrentou o campeão escocês, Aberdeen, comandado por Alex Ferguson. O primeiro jogo foi na casa do Aberdeen, Pittodrie, e um gol de McDermott no quinto minuto garantiu a vitória por 1-0 para o Liverpool. A segunda partida em Anfield foi vencida por 4-0 pelo Liverpool.Os adversários do Liverpool nas quartas-de-final foram os campeões búlgaros, CSKA Sofia. O primeiro jogo foi realizada na Inglaterra, um hat-trick de Souness e gols de McDermott e Sammy Lee deram ao Liverpool uma vitória por 5 a 1. O Liverpool também venceu o segundo jogo no Estádio Nacional Vasil Levski por 1-0.
Eles enfrentaram o campeão alemão, Bayern de Munique, nas semifinais. O primeiro jogo na Inglaterra terminou em 0-0 e o Liverpool precisava marcar no segundo jogo para avançar para a final. Sua causa não foi ajudada quando o atacante Kenny Dalglish teve que ser substituído nos primeiros minutos da partida pelo inexperiente Howard Gayle. Faltando sete minutos para o final da partida, Ray Kennedy marcou para dar ao Liverpool uma vantagem de 1 a 0, o Bayern respondeu logo depois, quando Karl-Heinz Rummenigge marcou. No entanto, o Liverpool avançou devido à regra de gols fora de casa e chegaram em terceira final em cinco temporadas.

### Real Madrid
| Fase             | Oponente           | 1º jogo | 2º jogo | Total |
| ---------------- | ------------------ | ------- | ------- | ----- |
| Primeira fase    | Limerick           | 2-1 (F) | 5-1 (C) | 7-2   |
| Oitavas-de-Final | Honvéd             | 1-0 (C) | 2-0 (F) | 3-0   |
| Quartas de final | Spartak de Moscovo | 0-0 (F) | 2-0 (C) | 2-0   |
| Semifinal        | Inter de Milão     | 2-0 (C) | 0-1 (F) | 2-1   |

O Real Madrid entrou na competição como ganhador da La Liga de 1979-80. Seus adversários na primeira rodada foram os campeões irlandeses, Limerick. O Limerick assumiu a liderança no primeiro jogo em Lansdowne Road, mas o Real marcou duas vezes para vencer a primeira partida por 2 a 1. A segunda partida no Santiago Bernabéu, terminou com uma vitória por 5-1 para o Real,
Seus oponentes na segunda fase foram os campeões húngaros, Honvéd. Um gol de Santillana garantiu a vitória do Real no primeiro jogo por 1 a 0 na Espanha. Dois gols de Laurie Cunningham e Francisco García Hernández garantiram uma vitória por 2-0 na segunda mão no Bozsik Stadion.
Nas quartas de final, o Real enfrentou o campeão soviético, Spartak Moscou. O empate em 0-0 no Estádio Boris Paichadze e os dois gols de Isidro na segunda partida garantiram a vitória do Real.
Os adversários do Real nas semifinais foram os campeões italianos, Inter de Milão. O Real venceu a primeira partida por 2 a 0 na Espanha, com gols de Santillana e Juanito. A Inter de Milão precisava marcar duas vezes para forçar a prorrogação, mas só conseguiu marcar uma vez e o Real Madrid chegou à sua nona final.

## Partida

### Fundo

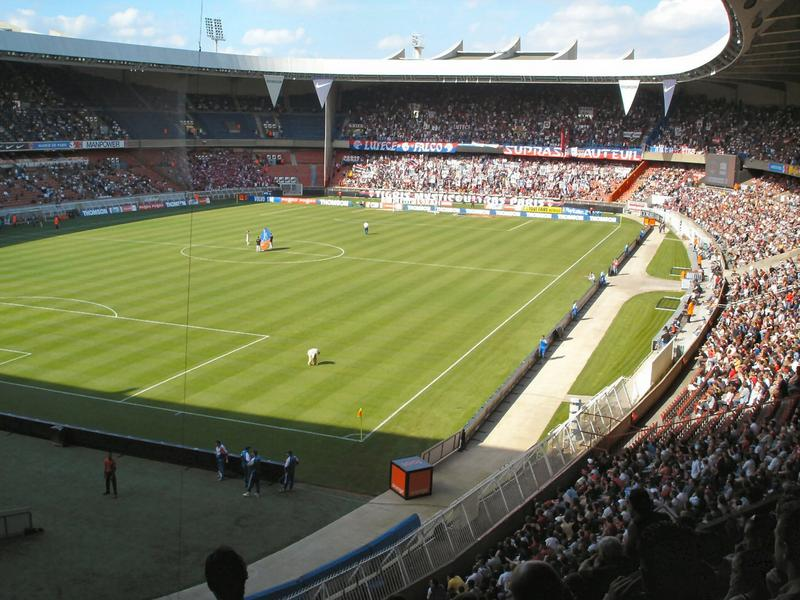
O Parc des Princes, que foi palco da final pela terceira vez.

O Liverpool apareceu na sua terceira final da Liga dos Campeões. Eles haviam vencido suas duas aparições anteriores em 1977 e 1978. O Real Madrid estava aparecendo em sua nona final, eles venceram a competição seis vezes, incluindo um recorde de cinco vitórias sucessivas de 1956 a 1960. A sua sexta vitória foi em 1966, enquanto suas perdas foram em 1962 e 1964.
O Liverpool havia terminado em quinto na Primeira Divisão Inglesa de 1980-81, portanto precisava vencer a final para garantir a vaga para a Liga dos Campeões na temporada seguinte. Apesar disso, o Liverpool venceu a Copa da Liga pela primeira vez, derrotando o West Ham United por 2-1. O Real Madrid terminou em segundo lugar na La Liga de 1980-81 e se classificaram para a Copa da UEFA como resultado, mas a vitória permitiria a participação na Liga dos Campeões da temporada seguinte.
Ambos os lados tiveram problemas de lesão antes do jogo. O Liverpool teve dúvidas sobre vários jogadores, Kenny Dalglish, não treinou por várias semanas, enquanto Alan Kennedy foi afastado por seis semanas com um pulso quebrado. O Real estava preocupado com o atacante Laurie Cunningham, que estava fora desde novembro.

### Resumo
O Liverpool controlou o jogo no inicio e a sua primeira chance de gols veio aos 11 minutos, quando o remate de 30 metros de Alan Kennedy foi defendido pelo goleiro do Real Madrid, Agustín Rodríguez. Outras chances foram criadas, mas nem Terry McDermott ou Dalglish conseguiram marcar. O Real começou a exercer mais influência depois disso, o meia Juanito começou a causar problemas para o Liverpool.
O Liverpool teve a chance de assumir a liderança antes do intervalo. Phil Neal avançou pelo lado direito do campo e encontrou Dalglish, que passou para Graeme Souness, que driblou a defesa do Real mas seu chute foi defendido por Agustín Rodríguez.O Real teve a primeira chance do segundo tempo. A defesa do Liverpool tinha parado quando pensaram que Cunningham estava impedido, no entanto ele não estava e Camacho avançou, Clemence saiu do gol e Camacho tentou arremessar a bola sobre o goleiro, mas seu chute passou por cima do gol.
As abordagens táticas dos dois lados anulavam-se mutuamente. O ritmo lento do Real se intercalou com rajadas de alta velocidade, enquanto o Liverpool preferiu uma abordagem mais deliberada, mantendo a posse e fazendo uso de seus alas. Suas várias formas de marcação também negaram uma à outra, o Real marcou os melhores jogadores do Liverpool: Dalglish e Souness, enquanto o Liverpool se contentou com o defensor mais próximo para marcar o homem na bola.
Apesar da batalha tática, o Liverpool conseguiu marcar aos 81 minutos. Um lançamento de Ray Kennedy encontrado Alan Kennedy, cuja corrida pelo lado esquerdo do campo pegou o Real desprevenido, Kennedy  subseqüente bateu o goleiro do Real para dar a liderança ao Liverpool.Embora o Liverpool tivesse chances de ampliar a vantagem, o goleiro do Real, Agustín Rodríguez, fez várias defesas para manter sua equipe no jogo. O placar ficou em 1-0 e o Liverpool ganhou sua terceira Liga dos Campeões, o primeiro clube britânico a fazê-lo. A vitória do Liverpool fez com que Bob Paisley se tornasse o primeiro técnico a conquistar a Liga dos Campeões por três vezes.

### Detalhes
| 27 de maio de 1981 | Liverpool   | 1–0 | Real Madrid | Parc des Princes, Paris                           |
|                    | Kennedy 82' |     |             | Público: 48 360 Árbitro: Károly Palotai (Hungria) |

| Liverpool | Real Madrid |

| GK          | 1  | Ray Clemence      |     |
| RB          | 2  | Phil Neal         |     |
| LB          | 3  | Alan Kennedy      |     |
| CB          | 4  | Phil Thompson (c) |     |
| LM          | 5  | Ray Kennedy       | 29' |
| CB          | 6  | Alan Hansen       |     |
| CF          | 7  | Kenny Dalglish    | 85' |
| RM          | 8  | Sammy Lee         |     |
| CF          | 9  | David Johnson     |     |
| CM          | 10 | Terry McDermott   |     |
| CM          | 11 | Graeme Souness    |     |
| Reservas:   |    |                   |     |
| MF          | 12 | Jimmy Case        | 85' |
| Treinador:  |    |                   |     |
| Bob Paisley |    |                   |     |

| GK             | 1  | Agustín Rodríguez      |     |
| DF             | 2  | Rafael García Cortés   | 87' |
| DF             | 3  | José Antonio Camacho   |     |
| MF             | 4  | Uli Stielike           | 59' |
| DF             | 5  | Andrés Sabido          |     |
| MF             | 6  | Vicente del Bosque     |     |
| FW             | 7  | Juanito                |     |
| MF             | 8  | Ángel de los Santos    |     |
| FW             | 9  | Santillana (c)         |     |
| DF             | 10 | Antonio García Navajas |     |
| FW             | 11 | Laurie Cunningham      |     |
| Reservas:      |    |                        |     |
| MF             | 16 | Francisco Pineda       | 87' |
| Treinador:     |    |                        |     |
| Vujadin Boškov |    |                        |     |